# Smrt Armíty Géravandové
Armíta Géravandová (2. dubna 2006 Kermánšáh – 28. října 2023 Teherán) byla 17letá íránská dívka. Dne 1. října 2023 utrpěla zranění v teheránském metru. Upadla do kómatu a byla hospitalizována na jednotce intenzivní péče v armádní nemocnici. O tři týdny později u ní nastala mozková smrt a 28. října 2023 byla prohlášena za mrtvou. Tato událost byla přirovnávána ke smrti Mahsá Amíniové, jejíž smrt o rok dříve vyvolala celonárodní protesty proti vládě.

## Průběh události
Dne 1. října 2023 Géravandová vešla do teheránského metra se dvěma přáteli. Ti ji poté v bezvědomí vytáhli z vlaku a zavolali lékařskou pomoc. Do nemocnice byla přijata s traumatickým poraněním mozku.
Svědek potvrdil, že brzy poté, co Géravandová vstoupila do vagonu, se s ní začal hádat kontrolor hidžábu, protože ho neměla na hlavě. Hádka přešla do násilí a kontrolor ji fyzicky napadl. Vůz by měl být vybaven několika kamerami, íránské tiskové agentury však žádné záběry nezveřejnily.
Podle norské lidskoprávní skupiny Hengaw byla Géravandová konfrontována mravnostními policisty za to, že neměla nasazený šátek, a po hádce byla napadena a upadla, čímž se uhodila do hlavy a ztratila vědomí. Íránské úřady popřely, že by došlo k fyzické konfrontaci, a tvrdí, že omdlela kvůli nízkému krevnímu tlaku.

## Následky
Přátelé dívky, kteří ji odvezli do nemocnice, byli po tři dny zatčeni. Zatčena byla rovněž její matka  a novinář deníku Shargh, který s ní vedl rozhovor. Jednotku intenzivní péče nemocnice, kam byla dívka převezena, hlídali příslušníci bezpečnostních služeb.
Dne 22. října íránská státní média oznámila, že u Géravandové nastala po několika týdnech v kómatu mozková smrt. Dne 28. října byla prohlášena za mrtvou.
Událost evokovala srovnání s osudem Mahsá Amíniové, 22leté Kurdky, která zemřela za podezřelých okolností ve vazbě mravnostní policie 16. září 2022. Smrt Amíniové vyvolala v Íránu celonárodní protesty.  Rovněž případ Géravandové vyvolal mezinárodní kritiku a apely na nezávislé vyšetřování.  Íránská vláda mezinárodní kritiku odmítla a označila ji za vměšování.